# Craig Goldy
Craig Goldy (* 6. listopadu 1961) je americký kytarista skupiny Dio.

## Raná hudební kariéra
Goldy se narodil v San Diegu, Kalifornie. Před účinkováním ve skupině Dio, hrál také se skupinami Vengeance, Rough Cutt a Giuffria. Ve skupině Rough Cutt nahradil Jake E. Leea a jeho nahradil Amir Derakh. Ve skupině Rough Cutt, hrál na demosnímcích produkovaných Ronnie Jamesem Diem.

## Giuffria
Krátce poté co opustil skupinu Rough Cutt, připojil se ke skupině Giuffria bývalého klávesisty Gregga Giuffria ze skupiny Angel. Vystupoval na Giuffriově stejnojmenném albu z roku 1984, kde je slyšet na největším hitu skupiny "Call to the Heart,", který dosáhl 15. pozice na Billboard charts začátkem roku 1985.

## Dio
Goldy účinkoval na Diově albu Dream Evil, ale tato první spolupráce měla krátkou životnost a Goldy skupinu opustil z neznámých důvodů. V roce 2000 se Goldy vrátil do skupiny Dio aby pomohl s nahráváním alba Magica, brzy poté však odešel znovu kvůli rodinným závazkům. Na nahrávání alba Killing the Dragon ho nahradil Doug Aldrich. Ačkoliv se v roce 2004 vrátil do skupiny k nahrávání posledního studiového alba Master of the Moon, Goldy dočasně opustil skupinu po třetí v roce 2005, po zranění ruky na turné po Rusku. Po zbytek turné byl znovu nahrazen Dougem Aldrichem.

## Diskografie

### S Rough Cutt
- Demos (začátek 80. let)
- "Try A Little Harder" (1983)

### S Giuffria
- Giuffria (1984)

### S Dio
- Intermission EP (1986) pouze "Time To Burn"
- Dream Evil (1987)
- Magica (2000)
- Master of the Moon (2004)
- At Donington UK: Live 1983 & 1987 (2010)
- Finding the Sacred Heart: Live in Philly 1986 (2013)

### S Craig Goldy's Ritual
- Hidden In Plain Sight (1991)

### Solo
- Insufficient Therapy (1993)
- Better Late Than Never (1995)

### Resurrection Kings
- Resurrection Kings (2016)